# Melanie Schultz
Melanie Schultz (* 4. Juli 1985) ist eine ehemalige kanadische Biathletin.
Melanie Schultz hatte ihre ersten internationalen Auftritte bei der Winter-Universiade 2007 in Turin, wo sie 33. im Einzel, 46. des Sprints und 39. im Verfolgungsrennen wurde. Zunächst nahm sie vor allem an Rennen in Nordamerika teil. So wurde sie in der Gesamtwertung des Biathlon-NorAm-Cup 2007/08 13. und bei den Nordamerikanischen Meisterschaften im Skiroller-Biathlon 2008 in Canmore Siebte im Einzelwettbewerb, Bronzemedaillengewinnerin im Sprint und Sechste des Verfolgungsrennen. Bei den Kanadischen Meisterschaften 2009 gewann Schultz die Silbermedaille im Einzel und gemeinsam mit Tyson Smith und Jaime Robb in der Mixed-Staffel sowie Silber im Sprintrennen. Es waren zugleich die Nordamerikanischen Meisterschaften im Biathlon 2009, im Rahmen dieses Wettbewerbes wurde Schultz Zehnte im Einzel, 13. Sprint und Fünfte mit der Mixed-Staffel.
Seit der Saison 2009/10 startete Schultz vermehrt auch außerhalb Nordamerikas. In Ridnaun debütierte sie 2009 im IBU-Cup, 2010 in Ruhpolding im Weltcup. Mit Megan Imrie, Zina Kocher und Rosanna Crawford wurde sie mit der kanadischen Staffel 16. Wenig später folgten in Antholz die ersten Einzelrennen. Im Einzel wurde die Kanadierin 67., im Sprint 98. Das Resultat im Einzel ist bislang zugleich ihr bestes Resultat im Weltcup. Bei den offnen Biathlon-Europameisterschaften 2011 in Ridnaun wurde Schultz 16. des Einzels, 33. des Sprints, 29. der Verfolgung und mit Crawford, Claude Godbout und Emma Lodge Staffel-Zehnte. Im Biathlon-NorAm-Cup 2010/11 gewann sie mit einem Verfolger in Lake Placid ihr erstes Rennen in dieser Rennserie. Am Ende der Saison 2012/13 gab sie ihren Rücktritt vom Biathlonsport bekannt.
2012 wurde Schultz Kanadische Biathletin des Jahres.